# Antoni Maria Gallissà i Soqué
Antoni Maria Gallissà i Soqué   (Barcelona, 10 de setembre de 1861 - Barcelona, 17 d'abril de 1903) fou un arquitecte modernista català.

## Biografia
Va néixer al carrer d'en Gignàs, 39, fill de Cecili Gallissà i Camps, que va ser regidor de l'Ajuntament, i de Rosa Soqué i Porrodon, ambdós naturals de Barcelona.
Fou professor a l'Escola d'Arquitectura de Barcelona i col·laborà amb importants arquitectes com Elies Rogent, Lluís Domènech i Montaner i Josep Maria Jujol. Obtingué el títol d'arquitecte el 19 de febrer de 1885, amb 24 anys, llicenciant-se amb una qualificació d'excel·lent.
La seva arquitectura és coherent i uneix una tècnica depurada a un exhaustiu sentit decoratiu, que utilitzà com a llenguatge per a refermar el sentit nacional de Catalunya. Així, va dissenyar la senyera per a l'Orfeó Català que llueix solemne al Palau de la Música Catalana presidint l'escenari en un mosaic de Lluís Brú.
Entre les seves obres més notables hom pot destacar la reforma de casa seva a Barcelona, al número 39 del carrer d'en Gignàs, una sèrie de panteons, com els de la família de la Riva a Barcelona, Arús a Vilassar de Mar i Casanovas-Terrats a Lloret de Mar. Dins dels habitatges familiars va realitzar la casa Pujol a Esplugues de Llobregat, la casa Gomis al Papiol i a Barcelona la casa Llopis Bofill.
Les obres que Gallissà realitzà al Baix Llobregat tingueren com a principal font d'inspiració l'estil gòtic i l'arquitectura de la casa pairal catalana. En els seus edificis feu ús d'un material constructiu molt arrelat i emprat a Catalunya com era el maó, el gran coneixement tècnic del qual demostrà a bastament. La referència a models procedents de la masia catalana és ben palesa a la Granja Garcia i a la Casa Parroquial de Cervelló, ambdues projectades per Gallissà, mentre que l'església de Sant Esteve, en què també intervingué Josep Font i Gumà, és més fidel a l'estil gòtic.
Com els altres arquitectes de la seva generació, dissenyà mobles, mosaics, esgrafiats, ceràmiques llises i volumètriques per a revestiments, lletres, banderes i senyeres, com la de l'Orfeó Català. La seva producció apareix a moltes de les obres dels arquitectes més coneguts pels que va treballar, especialment les seves ceràmiques a l'obra de Domènech. Gallissà, junt amb Domènech i Montaner o Joaquim Raspall, va ser dissenyador habitual de les ceràmiques de catàleg de la fàbrica Pujol i Bausis, especialment arrambadors de disseny. El 1900, el propietari de la fàbrica, en Josep Pujol Colom, li va encarregar una reforma de les instal·lacions que Gallissà tenia pràcticament enllestides quan va morir el 1903. Els seus dissenys també formaven part dels catàlegs de paviment hidràulic que fabricava la casa Escofet.
Fou autor de l'ornament i enllumenat del carrer de Ferran a Barcelona, el 1902, inspirat en dibuixos de rajoles medievals, de les quals fou col·leccionista. També va dissenyar l'altar de la Concepció de l'església de Santa Maria del Mar.
Fou també responsable directe dels obradors artesanals instal·lats al Castell dels Tres Dragons, segons la idea de Domènech i Montaner.
Fortament implicat en el moviment catalanista, també va intervenir en la redacció de les Bases de Manresa i fou president de la junta permanent d'Unió Catalanista el 1897.
Des de jove va tenir problemes cardíacs, a conseqüència dels quals va morir el 1903.

## Obres

### Barcelona
| Any  | Nom                                 | Ubicació                                                                                        | Descripció | Estat                                 | Foto                                     |
| ---- | ----------------------------------- | ----------------------------------------------------------------------------------------------- | --- | ------------------------------------- | ---------------------------------------- |
| 1887 | El Castell                          | Wellington (Parc de la Ciutadella) 41° 23′ 24.30″ N, 2° 11′ 18.44″ E / 41.3900833°N,2.1884556°E | Va ser edificat com a part del tancament perimetral del Parc de la Ciutadella amb el carrer de Wellington. Presenta dues escalinates laterals que, originalment i durant l'Exposició Universal de 1888, donaven accés a un pont per a vianants entre el Parc de la Ciutadella i el Palau de la Mineria i Construccions. L'edificicació, d'estil neomudèjar, ha patit diferents modificacions al llarg dels anys i actualment serveix d'escenari de conferències i xerrades educatives del Zoo de Barcelona. | Només es conserva la part de la gàbia |                                          |
| 1897 | Casa Carles de Llança i de Carballo | Marquès de Barberà, 24 41° 22′ 39.6″ N, 2° 10′ 17.2″ E / 41.377667°N,2.171444°E                 | Reforma de la façana i remunta d'un edifici de començament del segle xix. Els canvis fets per Gallissà varen consistir en la remodelació dels balcons amb llosanes revestides de ceràmica vidrada; un esgrafiat que segueix un dels seus dissenys florals característics; la remunta d'un quart pis de maó vist que pren l'aspecte de galeria amb capitells de pedra de cinc arquets molt rebaixats, amb dues obertures laterals més estretes, a més d'un fris dentat i pautat per sis prominents gàrgoles; el coronament amb merlets, ràfec i una sanefa que enclou i dissimula els forats de ventilació.                                                                   | Correcte                              | Casa Carles de Llança i Carballo         |
| 1899 | Casa-fàbrica Costa i Ponces         | Salomó ben Adret, 3-5 41° 22′ 56.8″ N, 2° 10′ 33.95″ E / 41.382444°N,2.1760972°E                | Reforma d'un dels portals d'accés i d'una escala interior recoberta de ceràmica. | ?                                     | Portal de la casa-fàbrica Costa i Ponces |
| 1902 | Casa Llopis Bofill                  | Bailèn, 113 41° 23′ 51.48″ N, 2° 10′ 10.26″ E / 41.3976333°N,2.1695167°E                        | Edifici d'habitatges plurifamiliar, situat en un xamfrà de l'eixample. L'edifici segueix una combinació cromàtica que produeix una façana resolta amb maó vist a la planta baixa i emmarcaments dels buits arquitectònics i estuc amb esgrafiats. L'arquitecte va comptar amb la col·laboració de Josep Maria Jujol per a la realització dels esgrafiats. Degut a les dimensions de la façana, Gallissà optà per col·locar a les cantonades i al centre unes tribunes per tal de resoldre els seus angles. Avui, la central es troba modificada en les dimensions dels finestrals, així com el parament de la darrera planta que, originalment era de maó vist i no d'estuc. | Correcte                              | Casa Llopis Bofill                       |
| 1906 | Tribuna de la casa Sicart           | Fontanella, 3                                                                                   | Va ser encarregada per Isidre Sicart com a habitatge particular. Era un edifici de tres plantes on destacava especialment el finestral neogòtic dissenyat per Gallissà per a la sala de música. Quan l'edifici va ser enderrocat per a fer l'ampliació dels magatzems El Corte Inglés de la plaça de Catalunya, es va fer una reproducció d'aquest finestral per a posar-lo a la façana del nou edifici, a mode d'homenatge. | Desapareguda                          | Casa Sicart                              |

### Cervelló
| Any       | Nom                                       | Ubicació                                                                  | Descripció | Estat    | Foto                    |
| --------- | ----------------------------------------- | ------------------------------------------------------------------------- | --- | -------- | ----------------------- |
| 1896-1908 | Església de Sant Esteve i casa parroquial | Carrer Major 41° 23′ 45.1″ N, 1° 57′ 12.61″ E / 41.395861°N,1.9535028°E   | Església d'inspiració gòtica amb un exterior que combina el maó vist amb la pedra, amb una façana principal estructurada en dos nivells ben diferenciats. A l'interior les naus estan dividides per arcs apuntats de maó vist combinat amb elements ceràmics. El projecte de l'església va ser desenvolupat conjuntament per Gallissà i per Josep Font i Gumà. Annexa a la seva dreta Gallissà va construir la casa parroquial amb inspiració en la masia catalana amb una galeria porxada al pis superior i amb decoració ceràmica i heràldica medievalista. | Correcte | Església de Sant Esteve |
| 1899      | Granja Garcia                             | Carrer Major 41° 23′ 56.76″ N, 1° 59′ 24.10″ E / 41.3991000°N,1.9900278°E | La Granja Garcia va ser encarregada pel fabricant de ciment Frederic Garcia l'any 1899. Gallissà es va inspirar en l'arquitectura pairal tradicional catalana per dibuixar aquest edifici que es caracteritza per la simplicitat de la seva planta quadrada només trencada per l'esbelta torre de maó vist coronada amb una estructura cònica coberta de ceràmica vidriada verda de gran efecte i una espècie de corona que la rodeja a mitja alçada. Les dues façanes principals de llicorella estan decorades amb motius modernistes de gran vistositat.    | Correcte | Granja Garcia           |

### la Garriga
| Any | Nom                | Ubicació                                                                     | Descripció | Estat    | Foto                                                     |
| --- | ------------------ | ---------------------------------------------------------------------------- | --- | -------- | -------------------------------------------------------- |
| ?   | Casa Mercè Pascual | Psg. Til·lers, 2441° 41′ 5.55″ N, 2° 17′ 16.59″ E / 41.6848750°N,2.2879417°E | Edifici construït conjuntament amb Miquel Madorell i Rius per a Mercè Pascual, vídua del Dr. Llagostera, motiu pel qual antigament era coneguda com "Can Llagostera". El cos principal és obra de Madorell i la façana posterior, pati i decoració del menjador correspon a Gallissà. | Correcte | Casa Merce Pascual, Passeig dels Til·lers 24, la Garriga |

### Lloret de Mar
| Any  | Nom                      | Ubicació                                                                              | Descripció | Estat    | Foto                     |
| ---- | ------------------------ | ------------------------------------------------------------------------------------- | --- | -------- | ------------------------ |
| 1901 | Panteó Casanovas-Terrats | Cementiri de Lloret de Mar41° 42′ 6.03″ N, 2° 50′ 10.26″ E / 41.7016750°N,2.8361833°E | Panteó d'estructura complexa, neogòtic amb les sepultures a terra, però amb un pseudo-sarcòfag a mitja alçada, des del que arranquen quatre fines columnes amb pinacles i gàrgoles que acaben en un remat profusament decorat amb un crismó. Les escultures són d'Eusebi Arnau i la serralleria de Manuel Ballarín. | Correcte | Panteó Casanovas-Terrats |

### Vilassar de Mar
| Any     | Nom              | Ubicació            | Descripció | Estat    | Foto                                              |
| ------- | ---------------- | ------------------- | --- | -------- | ------------------------------------------------- |
| c. 1900 | Panteó Guardiola | Cementiri municipal | Panteó neogòtic amb quatre nínxols alineats en escaire creant la sensació d'un racó tancat. Amb gargoles, pinacles (la majoria perduts) i una gran creu de pedra esculturada. | Correcte | Panteó Guardiola amb els pinacles encara presents |
| c. 1899 | Tomba Arús       | Cementiri municipal | Sepulcre neogòtic amb pinacles i una creu de pedra esculturada. Sepultura del notari Jaume Arús i Font.                                                                       | Correcte | Tomba Arús                                        |
| c. 1890 | Casa Arús        | Carrer Sant Roc, 49 | Casa de cós del notari Jaume Arús i Font de planta baixa i dos pisos amb balcó i decoracions florals.                                                                         | Correcte | Casa Arús                                         |